# 二炭化リチウム
二炭化リチウム(にたんかリチウム、Lithium carbide)またはジリチウムアセチリド(dilithium acetylide)は、リチウムと炭素からなる化合物で、金属アセチリドである。放射性炭素年代測定の際に中間体として生成する。二炭化リチウム(Li2C2)は、リチウムの豊富なLi4C、Li6C2、Li8C3、Li6C3、Li4C3、Li4C5や、黒鉛層間化合物であるLiC6、LiC12、LiC18等を含む、非常に広範なリチウム-炭素化合物のうちの1つである。二炭化リチウムは、リチウムが豊富な化合物の中で熱力学的に最も安定であり、元素から直接得られる唯一のものである。1896年に石炭と炭酸リチウムを反応させたアンリ・モアッサンにより最初に合成された。
{\displaystyle {\ce {Li2CO3 + 4C->Li2C2 + 3CO}}}
その他のリチウムが豊富な化合物は、リチウム蒸気と四塩化炭素等の有機塩素化合物を反応させることで得られる。

## 合成と化学
研究室においては、アセチレンを-40℃で、金属リチウムの液体アンモニア溶液で処理することにより、Li2C2・C2H2・2NH3の付加物が得られる。これを室温の水素流の中で分解すると、二炭化リチウムの白色粉末が得られる。
{\displaystyle {\ce {C2H2 + 2Li -> Li2C2 + H2}}}
この方法で作られたサンプルは、通常、結晶性が低い。結晶サンプルは、融解リチウムとグラファイトを1000℃以上で反応させることにより得られる。二酸化炭素と融解リチウムの反応でも生成する。
{\displaystyle {\ce {10Li + 2CO2 -> Li2C2 + 4Li2O}}}
他の方法としては、金属リチウムをエチレン蒸気中で加熱することでもできる。
{\displaystyle {\ce {6Li + C2H4 -> Li2C2 + 4LiH}}}
加水分解されると、アセチレンを形成する。
{\displaystyle {\ce {Li2C2 + 2H2O -> 2LiOH + C2H2}}}
水素化リチウムは400℃でグラファイトと反応し、二炭化リチウムを形成する。
{\displaystyle {\ce {2LiH + 4C -> Li2C2 + C2H2}}}
また、テトラヒドロフランまたはジエチルエーテルを溶媒として用いてn-ブチルリチウムをエチレンと反応させることでも形成される。この反応は急速に、かなりの発熱を伴いながら進行する。
{\displaystyle {\ce {{C2H2}+2BuLi->[{\ce {Et2O\ or\ THF}}]{Li2C2}+2C4H10}}}
液体アンモニア中で、アセチレンと急速に反応し、リチウムアセチリドの透明な溶液を作る。
LiC≡CLi + HC≡CH → 2 LiC≡CH

## 構造
ジントル相の化合物で、塩2Li+C22-として存在する。単結晶形成の難しさと反応性の高さから、結晶構造の決定は難しいが、過酸化ルビジウムや過酸化セシウムと似た、歪んだanti-fluorite結晶構造を取る。各々のリチウム原子は、2つは面を残りの2つは端を共有した4つの異なるアセチリド由来の6つの炭素原子に囲まれている。観察されるC-C間距離は120pmで、C三C三重結合の存在を示唆している。高温では、cubic anti-fluorite結晶構造に可逆的に変化する。

## 放射性炭素年代測定への利用
サンプルを燃やして生じた二酸化炭素をリチウムと反応させるものや炭素を含むサンプルを直接金属リチウムと反応させるもの等、方法にはいくつかあるが、結果は同じで、二炭化リチウムが生じる。その後、これをアセチレンやベンゼン等の、質量分析に利用しやすい分子種を作るのに用いる。同時に窒化リチウムも生じ、これは水素化するとアンモニアとなり、アセチレンガスの不純物となる。